# Richard Williams Animation
Richard Williams Animation, tidigare Richard Williams Animated Films, var en animationsstudio som grundades av Richard Williams. 
Den låg i Soho Square i London och arbetade med att animera reklamfilmer. De animatörer som hjälpte Richard och hans team var kända animatörer som Ken Harris, Chuck Jones och Art Babbitt. 
Företaget jobbade även med filmtitlar till filmer som Casino Royale (1967), Den Tappra 600 (1968), Den Rosa Pantern kommer tillbaka (1975) och Hej Pussycat (1965). Förutom olika projekt jobbade företaget mestadels med Richards ofullbordade film Tjuven och Skomakaren, som var under produktion mellan åren 1964 och 1992. Efter att filmen togs ifrån Richard, och hade premiär 1993 stängdes verksamheten ner.  